# Stigmatomma gaetulicum
Stigmatomma gaetulicum es una especie de hormiga del género Stigmatomma, familia Formicidae. Fue descrita científicamente por Baroni Urbani en 1978.
Se distribuye por Marruecos, España y Portugal.

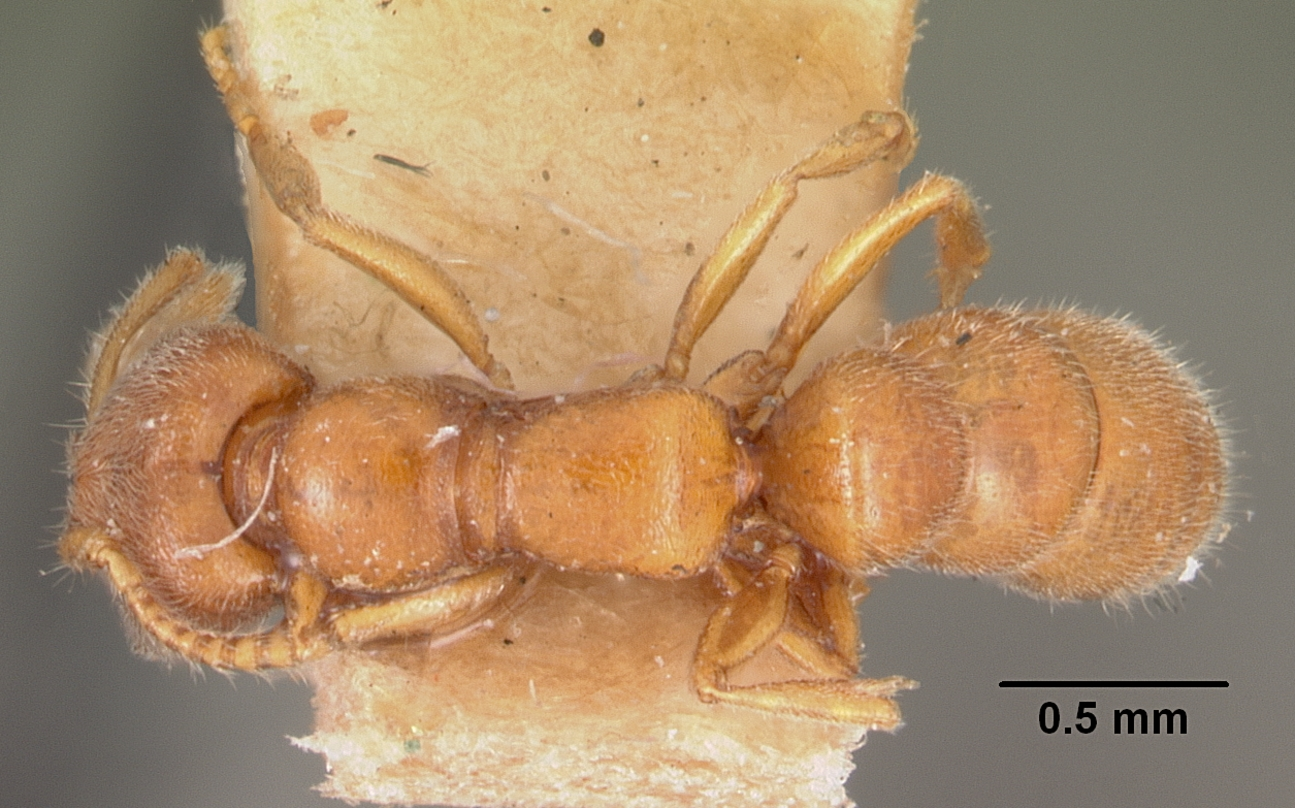
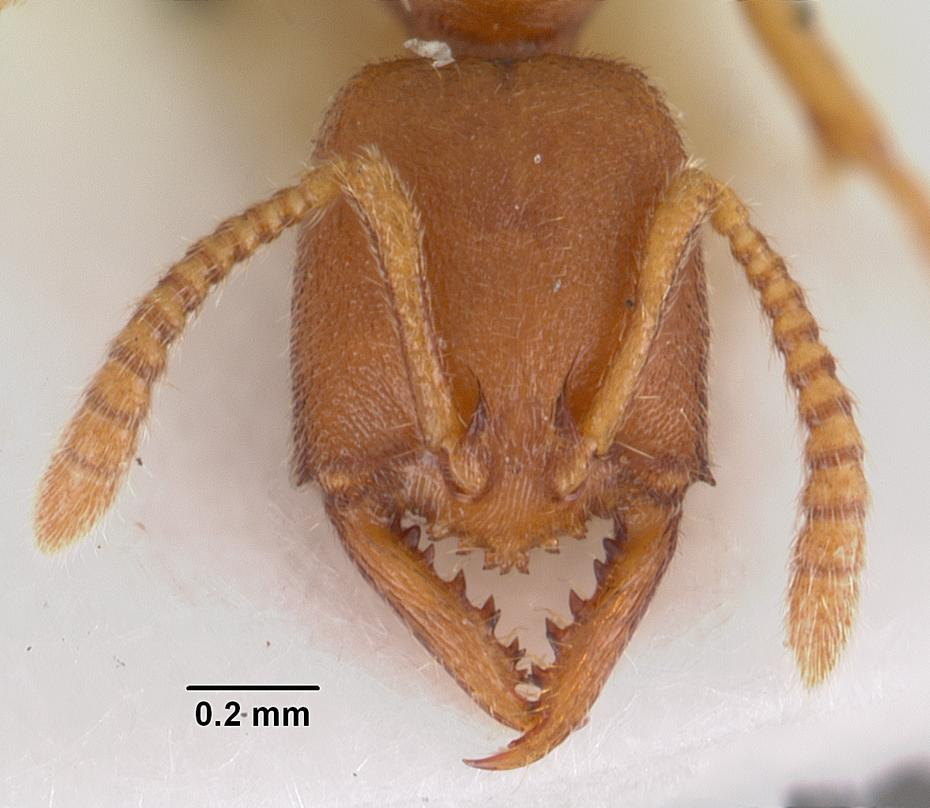